# André Ouellet
André Ouellet PC QC (* 6. April 1939 in Saint-Pascal, Québec) ist ein kanadischer Rechtsanwalt, Wirtschaftsmanager und Politiker, der mehr als 28 Jahre Abgeordneter des Unterhauses, mehrfach Minister sowie zwischen 1996 und 2004 Präsident und Chief Executive Officer (CEO) von Canada Post war.

## Leben

### Unterhausabgeordneter und erste Regierungsämter
Nach dem Schulbesuch absolvierte Ouellet ein Studium, das er mit einem Bachelor of Arts (B.A.) beendete. Ein anschließendes postgraduales Studium der Rechtswissenschaften schloss er mit einem Licenciate of Laws (LL.L.) ab und nahm danach eine Tätigkeit als Rechtsanwalt auf.
Am 29. Mai 1967 wurde Ouellet als Kandidat der Liberalen Partei bei einer Nachwahl erstmals zum Abgeordneten des Unterhauses gewählt und vertrat zunächst den Wahlkreis Papineau sowie zuletzt seit der Unterhauswahl vom 21. November 1988 bis zu seinem Mandatsverzicht am 25. Januar 1996 den Wahlkreis Papineau-Saint-Michel. Insgesamt gehörte er dem Unterhaus mehr als 28 Jahre als Abgeordneter an. Zwischen September 1968 und Oktober 1969 war Ouellet Vize-Vorsitzender des Ständigen Unterhausausschusses für Justiz und Rechtsangelegenheiten.
Im Oktober 1970 übernahm er sein erstes Regierungsamt als Parlamentarischer Sekretär beim Außenminister und war danach zwischen August 1971 und September 1972 Parlamentarischer Sekretär beim Minister für nationale Gesundheit und Wohlfahrt.

### Minister und Fraktionsvorsitzender
Am 27. November 1972 wurde Ouellet von Premierminister Pierre Trudeau als Postminister (Postmaster General) erstmals in das 20. kanadische Kabinett berufen.
Anschließend wurde er am 8. August 1972 nach einer Kabinettsumbildung Minister für Konsumenten- und Unternehmensangelegenheiten, trat aber von diesem Amt am 15. März 1976 zurück. Grund seines Rücktritts waren seine Kommentare zum Freispruch durch ein Gericht unter Vorsitz von Richter Mackay gegenüber den Zuckerunternehmen, die der Bildung von Kartellen und Zusammenschlüssen angeklagt waren. Richter Mackay warf ihm daraufhin Missachtung des Gerichts vor. In einem darauf folgenden Verfahren wurde er durch den Beigeordneten Obersten Richter Hugessen in diesem Punkt schuldig befunden. Daraufhin legte er unmittelbar Berufung gegen dieses Urteil ein und trat von seinem Ministeramt zurück, damit die Anhörung in dem Berufungsverfahren nicht in einer Atmosphäre der politischen Parteilichkeit stattfindet.
Am 3. November 1976 kehrte er als Staatsminister für urbane Angelegenheiten in das Kabinett zurück und bekleidete diese Funktion bis zum 31. März 1979. Zeitgleich war er vom 8. September bis zum 23. November 1978 geschäftsführender Arbeitsminister sowie vom 24. November 1978 bis zum Ende von Trudeaus Amtszeit am 3. Juni 1979 Minister für öffentliche Arbeiten.
Nach dem Wahlsieg der Liberalen Partei bei der Unterhauswahl vom 18. Februar 1980 wurde er von Trudeau am 3. März 1980 auch in die 22. Regierung Kanadas berufen, und zwar zunächst bis zum 11. August 1983 als Minister für Konsumenten- und Unternehmensangelegenheiten sowie zeitgleich vom 3. März 1980 bis zum 15. Oktober 1981 erneut als Postminister. Am 12. August 1983 wurde er Arbeitsminister und hatte dieses Amt bis zum Ende von Trudeaus Amtszeit am 29. Juni 1984 inne.
Am 30. Juni 1984 wurde Ouellet von Trudeaus Nachfolger John Turner auch in das allerdings nur bis zum 16. September 1984 amtierende 23. kanadische Kabinett berufen. Während dieser Zeit war er sowohl Präsident des Kanadischen Kronrates als auch weiterhin Arbeitsminister sowie bis zum 1. September 1984 auch Staatsminister für wirtschaftliche und regionale Entwicklung. Darüber hinaus war er vom 30. Juni bis zum 9. Juli 1984 als Vorsitzender der Fraktion der Liberalen Partei auch Führer der Regierung im Unterhaus (Leader of the Government in the House of Commons).

### Jahre der Opposition, Außenminister und Präsident von Canada Post
Während der darauf folgenden Zeit der Liberalen in der Opposition war er von Oktober 1984 bis Dezember 1988 zunächst verkehrspolitischer Sprecher und dann von Januar 1988 bis September 1990 außenpolitischer Sprecher, ehe er von September 1990 bis 1993 Sprecher der liberalen Fraktion für die Beziehungen zwischen Bund und Provinzen war. Daneben war er von November 1984 bis August 1986 Vize-Vorsitzender des Sonderausschusses zur Reform des Unterhauses. Zuletzt war er 1993 Oppositionssprecher für Verfassungsfragen.
Nachdem die Liberale Partei nach neunjährigem Regierungsverlust bei der Unterhauswahl am 25. Oktober 1993 wieder die Mehrheit gewann und mit Jean Chrétien wieder den Premierminister stellen konnte, wurde Ouellet von diesem am 4. November 1993 zum Außenminister ernannt und behielt diese Funktion bis zu seinem Rücktritt am 24. Januar 1996. Zeitgleich war er auch Minister für die Frankophonie und auch im Kabinett zuständiger Regionalminister für Québec.
Nach seinem Ausscheiden aus Regierung und Unterhaus wurde er am 25. Januar 1996 Präsident und Chief Executive Officer (CEO) von Canada Post. In seine Amtszeit fiel 2003 die 91-prozentige Übernahme des bisherigen privaten Postzustellunternehmens Purolator Courier. Als bekannt wurde, dass Canada Post in den langjährigen sogenannten Sponsoring-Skandal verwickelt war, wurde er vom damaligen Premierminister Paul Martin am 24. Februar 2004 vom Dienst suspendiert, ehe er schließlich im August 2004 als Präsident und CEO von Canada Post zurücktrat. Im Zuge des Sponsoring-Skandals hatte die Regierung Chrétiens mit verschiedenen Werbeagenturen Verträge abgeschlossen, um bei der frankophonen Bevölkerung das Vertrauen in die bundesstaatlichen Behörden zu stärken. Doch viele der beauftragten Agenturen hatten enge Bindungen zur Liberalen Partei und von den bewilligten 250 Millionen Dollar waren rund 100 Millionen spurlos verschwunden.